# Возећи госпођицу Дејзи
Возећи госпођицу Дејзи (енгл. Driving Miss Daisy) је амерички хумористичко-драмски филм из 1989. године, који је режирао Брус Бересфорд, на основу сценарија који је Алфред Ури написао на основу сопствене позоришне представе. Главне улоге у филму тумаче Џесика Танди, Морган Фриман и Ден Акројд. Прича прати стару Јеврејку и њеног афроамеричког шофера на америчком југу, чији однос расте и побољшава се током година.
Филм је остварио и критички и комерцијални успех. Био је номинован за девет Оскара, а победу је однео у четири категорије: за најбољи филм, најбољу глумицу (Џесика Танди), најбољу шминку и најбољи адаптирани сценарио.

## Радња
Године 1948, Дејзи Вертан, илити госпођица Дејзи, 72-годишња је богата Јеврејка, удовица, пензионисана наставница, која живи сама у Атланти, са афроамеричком домаћицом Ајделом. Када госпођица Дејзи случајно скрене свој Крајслер Виндзор у двориште свог комшије, њен 40-годишњи син Були јој купује нови Хадсон Комодор и унајмљује 60-годишњег Хоука Колберна, тамнопутог шофера. Були говори Хоуку да га госпођица Дејзи можда неће ценити, али неће моћи да га отпусти, јер је он његов послодавац. У почетку, госпођица Дејзи одбија да дозволи било коме да је вози, али Хоуково стрпљење се исплати и она нерадо прихвата да је пар пута повезе. Затим покушава да натера Булија да отпусти Хоука након што је открила да једна конзерва лососа недостаје из њене оставе. Пре него што је могла да се суочи са њим, Хоук признаје да је појео конзерву и да јој је купио другу.
Док госпођица Дејзи и Хоук проводе време заједно, она почиње да цени његове бројне вештине. Она га учи да чита користећи своје наставне вештине. Након што Ајдела умре у пролеће 1963, уместо да унајми нову домаћицу, госпођица Дејзи одлучује да сама брине о својој кући и да Хоуку дозволи да кува и вози. У међувремену, Хоук купује аутомобиле у којима је возио госпођицу Дејзи, након што их она замени за новије моделе, а са Булијем преговара о већој плати.
Филм истражује расизам над Афроамериканацима и антисемитизам на америчком југу. Након што је у њеној синагоги експлодирала бомба, госпођица Дејзи схвата да је и она жртва предрасуда. Америчко друштво пролази кроз корените промене, а госпођица Дејзи присуствује вечери на којој др Мартин Лутер Кинг држи говор.
Були одбија њен позив на вечеру, говорећи јој да уместо њега поведе Хоука. Она чека до последњег тренутка, тражећи од Хоука током вожње до вечере да буде њен гост. Она долази сама на вечеру док Хоук, који је увређен начином позива, слуша говор на радију у аутомобилу, напољу.
Једног јутра 1971, Хоук долази у кућу и затиче госпођицу Дејзи узнемирену, како показује знаке деменције: она верује да је поново млада учитељица. Хоук је смирује, а она га назива својим „најбољим пријатељом”. Були организује да госпођица Дејзи буде смештена у дом за пензионере.
Године 1973, Хоук, који сада има 85 година и брзо губи вид, одлази у пензију. Були, сада 65-годишњак, вози Хоука у дом за пензионере да посети госпођицу Дејзи, која сада има 97 година. Њих двоје разговарају, а Хоук је нежно храни питом за Дан захвалности. У последњој сцени, црни кадилак се одвози путем.

## Улоге
| Глумац        | Улога                  |
| ------------- | ---------------------- |
| Џесика Танди  | госпођица Дејзи Вертан |
| Морган Фриман | Хоук Колберн           |
| Ден Акројд    | Були Вертан            |
| Пати Лупон    | Флорин Вертан          |
| Естер Рол     | Ајдела                 |